# Mikolaj Oledzki

a Compétitions nationales et continentales officielles uniquement.

b Matchs officiels uniquement.
Mikolaj Oledzki, né le 11 août 1998 à Gdańsk e, Pologne, est un joueur de rugby à XIII anglais évoluant au poste de pilier dans les années 2010 et 2020.
Arrivé en Angleterre durant son adolescence, il y découvre le rugby à XIII et suit la formation au sein du club de Leeds. Il dispute ses premières rencontres de Super League avec ce dernier, mais connaît quelques prêts à Bradford et Featherstone  avant de pouvoir acquérir un statut de titulaire. Il devient un véritable titulaire à Leeds au poste de pilier à partir de 2019 et devient une référence au poste de pilier en Super League en y étant nommé dans l'équipe de rêve en 2022. Il remporte également la Challenge Cup en 2020

## Palmarès
- Collectif : 
  - Vainqueur de la Super League : 2017[1] (Leeds).
  - Vainqueur de la Challenge Cup : 2020 (Leeds).
  - Finaliste de la Super League : 2022 (Leeds).

- Individuel
  - Sélection en équipe de rêve de la Super League : 2022 (Leeds)